# Comtat de Troyes
El comtat de Troyes fou una jurisdicció feudal de França a la Xampanya, centrada a la població de Troyes.

## Llista de comtes
820 - 852Aleran († 852)
853 - 858Eudes I († 871), probablement germà gran de Robert el Fort, casat amb Wandilmodis. Per haver-se revoltat Eudes I fou destituït el 858
858 - 866Rodolf († 866), advocat de Saint-Riquier, oncle de Carles II el Calb.
866 - 871Eudes I (possible una segona vegada, però s'assenyala també a Bosó V de Provença el 870 (?).
871 - 876Eudes II, fill
876 - 886Robert I dit "Porte Carquois", germà. Casat amb Gisela, filla de Lluís II el Tartamut
886 - 894Adalelm, fill d'Emenó, comte de Poitiers i d'una germana de Robert I.
894 - 921Ricard el Justicier († 921), duc de Borgonya, casat amb Adelaida filla de Conrad II de Borgonya. El 894 agafa el títol de comte de Borgonya després de conquerir la ciutat.
921 - 923Raül I de França († 936), fill. Duc de Borgonya (921-923), casat amb Emma, filla de Robert I, rei de França (923-936).
923 - 924Garnier († 924), fill de Ricard, comte d'Amiens (883-885) i comte d'Autun (879-885). Casat amb Teutberga d'Arles, filla de Teobald d'Arles.
926- ?Ricard, fill.
936 - 952Hug el Negre († 952), germà, duc de Borgonya.
952 - 956Gilbert de Chalon († 956), comte principal dels Borgonyons
956 - 967Robert II de Vermandois, comte de Meaux (943-967) i de Troyes (956-967), fill d'Heribert II, comte de Vermandois
casat amb Adelaide de Werra, comtessa de Troyes, filla de Gilbert de Chalon
967 - 997Heribert I de Troyes, comte (III) de Meaux i (I) de Troyes, fill
997 - 1022Esteve I, comte de Meaux i de Troyes, fill
1022 - 1037Eudes I (III) (983 † 1037), comte de Blois, de Chartres, de Reims, de Meaux i de Troyes, cosí
casat en primeres noces el 1103 amb Matilde de Normandia († 1006)
casat en segones noces amb Ermengarda d'Alvèrnia
1037 - 1047Esteve II († 1047), comte de Meaux i de Troyes, fill (amb Ermengarda d'Alvèrnia)
1047 - 1066Eudes II (IV) († 1115), comte de Meaux i de Troyes, fill
va acompanyar a Guillem el Conqueridor i es va instal·lar a Anglaterra. El seu oncle es va apoderar dels seus dominis de Xampanya.
1066 - 1089Tibald I de Troyes i III de Blois (1019 † 1089), comte de Blois, etc., de Meaux i de Troyes, fill d'Eudes I (III) i d'Ermengarda d'Alvèrnia
casat en primeres noces amb Garsenda del Maine
casat en segones noces amb Adelaida de Valois
1089 - 1093Eudes V († 1093), comte de Troyes, fill de Tibald I (III) i d'Adelaida de Valois
1093 - 1125Hug I de Xampanya († 1126), comte de Troyes, comte de Xampanya el 1102, fill de Tibald I (III) i d'Adelaida de Valois
En endavant el títol de comte de Troyes fou de fet tapat pel de comte de Xampanya. Vegeu Comtat de Xampanya.